# Eunica poppaeana
Eunica poppaeana är en fjärilsart som beskrevs av Hans Fruhstorfer 1909. Eunica poppaeana ingår i släktet Eunica och familjen praktfjärilar. Inga underarter finns listade i Catalogue of Life.